# Titidius curvilineatus
Titidius curvilineatus är en spindelart som beskrevs av Cândido Firmino de Mello-Leitão 1941. 
Titidius curvilineatus ingår i släktet Titidius och familjen krabbspindlar. Inga underarter finns listade i Catalogue of Life.